# Roëllecourt
Roëllecourt é uma comuna francesa na região administrativa de Altos da França, no departamento de Pas-de-Calais. Estende-se por uma área de 9,42 km². Em 2010 a comuna tinha 547 habitantes (densidade: 58,1 hab./km²).